# 布倫嫩湖
47°59′0″N 12°26′12″E / 47.98333°N 12.43667°E

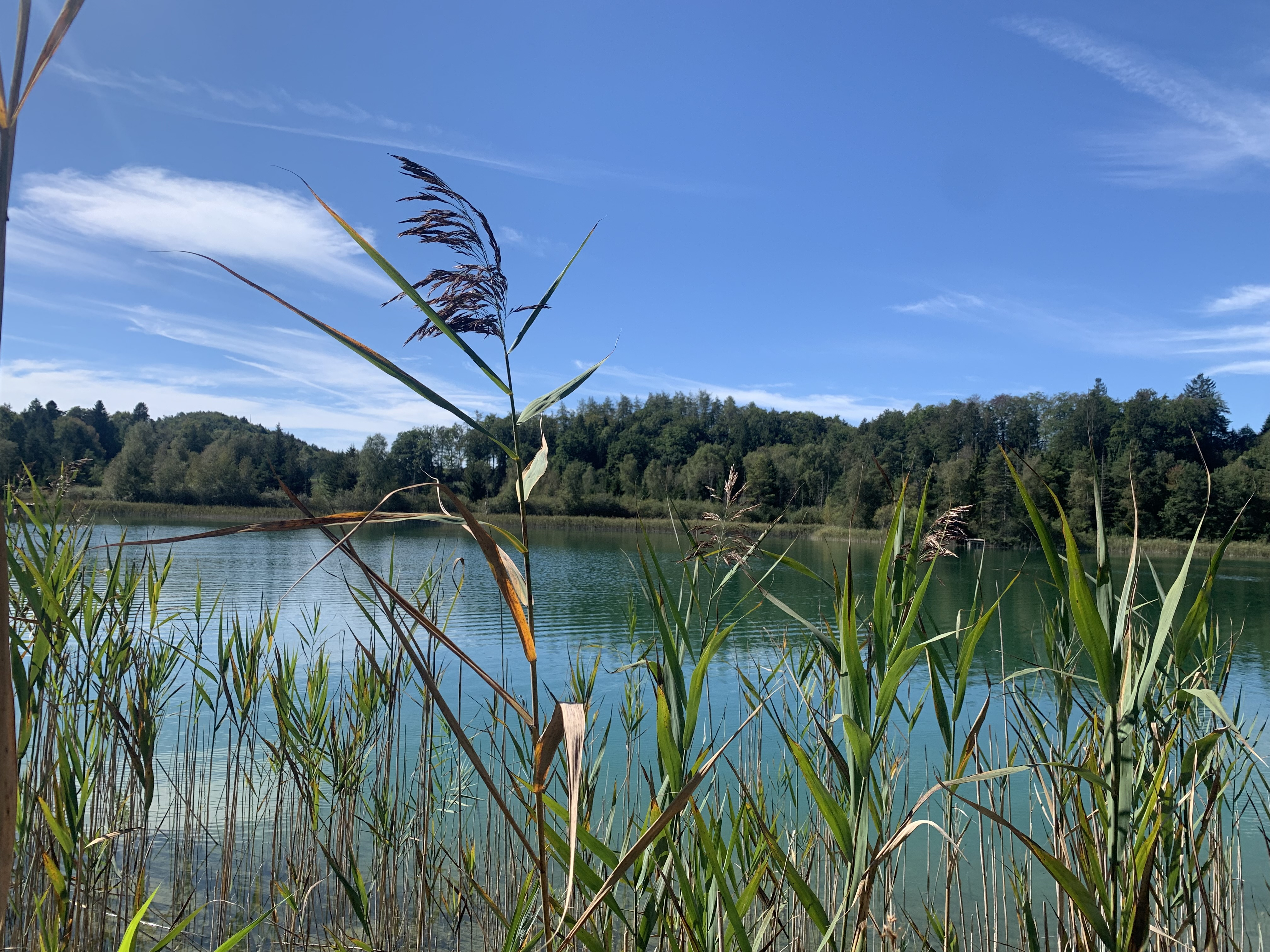

布倫嫩湖（德語：Brunnensee），是德國的湖泊，位於該國東南部，由巴伐利亞州負責管轄，處於特勞恩施泰因縣，長1.3公里、寬0.5公里，面積0.06平方公里，海拔高度533米，平均水深8.5米，最大水深18.6米，湖岸線長度1.2公里。